# Кармалита, Евгений Олегович
Евгений Олегович Кармалита (укр. Євген Олегович Кармаліта; род. 12 апреля 1983, Ирпень, Киевская область) — украинский футболист, полузащитник.

## Биография
Воспитанник футбольной школы киевского «Динамо». Выступал за клубы: «Нафком-Академия», «Таврия», в сезоне 2005/06 выступал на правах аренды в «Крымтеплице», там он был любимцем болельщиков. По-настоящему он раскрылся в «Оболони», в которую он перешёл зимой 2007 года, их связка с Онисько, которая возникла ещё в «Крымтеплице», была одной из лучшей в Первой лиге. Евгений действует слева в полузащите, обладает потрясающим ударом левой и хорошим дриблингом, также отлично выполняет навесные передачи и умело реализовывает стандарты. В Европе таких игроков называют «магической левой ногой».
Зимой 2009 года получил статус свободного агента. Побывал на просмотре в луганской «Заре». Однако до подписания контракта с клубом Премьер-лиги дело не дошло. В «Заре» провёл 8 контрольных матчей. Перед матчем Кубка УЕФА «Металлиста» с «Сампдорией» тренировался с харьковской командой.